# 탄자니아 축구 국가대표팀
탄자니아 축구 국가대표팀(스와힐리어: Timu ya Taifa ya Mpira wa Miguu ya Tanzania)은 탄자니아를 대표하는 축구 국가대표팀으로 탄자니아 축구 연맹에서 관리한다. 아프리카 축구 최약체로 평가받는 팀들 가운데 하나로 1945년 우간다와의 친선 경기에서 국제 A매치 첫 경기를 치렀으며 현재 벤저민 음카파 스타디움을 홈 구장으로 사용하고 있다.

## 개요
본래 이 팀은 탕가니카 공화국을 대표하는 팀이었다가 잔지바르와 통합하여 탄자니아 연합 공화국이 된 이후 팀 이름도 탄자니아 축구 국가대표팀으로 바뀌었다. 다만 이 팀과 별개로 잔지바르를 대표하는 잔지바르 축구 국가대표팀이 있지만 이 팀은 FIFA 월드컵이나 아프리카 네이션스컵 참가 자격은 없으며 오직 탄자니아에게만 월드컵과 아프리카 네이션스컵 참가 자격이 주어진다.

## 국제 대회 경력

### FIFA 월드컵
월드컵 본선 경험은 전무하며 그나마 2번의 아프리카 지역 예선(2014년, 2022년)에서 2차 예선까지 오른 전적이 있다.

### 아프리카 네이션스컵
1980년 대회가 현재까지 탄자니아가 출전한 유일한 아프리카 네이션스컵 대회이며 그나마도 1무 2패로 조별리그에서 탈락했고 이후 본선 출전 기록은 전무한 상태이다.

### 아프리카 네이션스 챔피언십
자국 리그 선수들만 참가 가능한 아프리카 네이션스 챔피언십 본선 출전은 초대 대회인 2009년 대회가 유일하며 그나마도 1승 1무 1패로 아쉽게 조별리그에서 탈락했다. 다만 강호 코트디부아르와의 A조 조별리그 2차전에서 1-0으로 꺾는 파란을 일으키며 첫 승을 올렸다.

## 기타 국제 대회 경력
세카파컵에서는 전신인 고시지컵과 챌린지컵을 비롯해 8번의 우승과 12번의 준우승을 달성했고 이후 2017년 COSAFA컵에서는 3위라는 성과를 거두었다.

## FIFA 월드컵 (본선)
| 년도   | 결과           | 순위           | 경기           | 승             | 무*            | 패             | 득점           | 실점           | 승점           |
| ------ | -------------- | -------------- | -------------- | -------------- | -------------- | -------------- | -------------- | -------------- | -------------- |
| 1930년 | 독립 이전      | 독립 이전      | 독립 이전      | 독립 이전      | 독립 이전      | 독립 이전      | 독립 이전      | 독립 이전      | 독립 이전      |
| 1934년 | 독립 이전      | 독립 이전      | 독립 이전      | 독립 이전      | 독립 이전      | 독립 이전      | 독립 이전      | 독립 이전      | 독립 이전      |
| 1938년 | 독립 이전      | 독립 이전      | 독립 이전      | 독립 이전      | 독립 이전      | 독립 이전      | 독립 이전      | 독립 이전      | 독립 이전      |
| 1950년 | 독립 이전      | 독립 이전      | 독립 이전      | 독립 이전      | 독립 이전      | 독립 이전      | 독립 이전      | 독립 이전      | 독립 이전      |
| 1954년 | 독립 이전      | 독립 이전      | 독립 이전      | 독립 이전      | 독립 이전      | 독립 이전      | 독립 이전      | 독립 이전      | 독립 이전      |
| 1958년 | 독립 이전      | 독립 이전      | 독립 이전      | 독립 이전      | 독립 이전      | 독립 이전      | 독립 이전      | 독립 이전      | 독립 이전      |
| 1962년 | 독립 이전      | 독립 이전      | 독립 이전      | 독립 이전      | 독립 이전      | 독립 이전      | 독립 이전      | 독립 이전      | 독립 이전      |
| 1966년 | 불참           | 불참           | 불참           | 불참           | 불참           | 불참           | 불참           | 불참           | 불참           |
| 1970년 | 불참           | 불참           | 불참           | 불참           | 불참           | 불참           | 불참           | 불참           | 불참           |
| 1974년 | 예선 탈락      | 예선 탈락      | 예선 탈락      | 예선 탈락      | 예선 탈락      | 예선 탈락      | 예선 탈락      | 예선 탈락      | 예선 탈락      |
| 1978년 | 기권           | 기권           | 기권           | 기권           | 기권           | 기권           | 기권           | 기권           | 기권           |
| 1982년 | 예선 탈락      | 예선 탈락      | 예선 탈락      | 예선 탈락      | 예선 탈락      | 예선 탈락      | 예선 탈락      | 예선 탈락      | 예선 탈락      |
| 1986년 | 예선 탈락      | 예선 탈락      | 예선 탈락      | 예선 탈락      | 예선 탈락      | 예선 탈락      | 예선 탈락      | 예선 탈락      | 예선 탈락      |
| 1990년 | 불참           | 불참           | 불참           | 불참           | 불참           | 불참           | 불참           | 불참           | 불참           |
| 1994년 | 예선 도중 기권 | 예선 도중 기권 | 예선 도중 기권 | 예선 도중 기권 | 예선 도중 기권 | 예선 도중 기권 | 예선 도중 기권 | 예선 도중 기권 | 예선 도중 기권 |
| 1998년 | 예선 탈락      | 예선 탈락      | 예선 탈락      | 예선 탈락      | 예선 탈락      | 예선 탈락      | 예선 탈락      | 예선 탈락      | 예선 탈락      |
| 2002년 | 예선 탈락      | 예선 탈락      | 예선 탈락      | 예선 탈락      | 예선 탈락      | 예선 탈락      | 예선 탈락      | 예선 탈락      | 예선 탈락      |
| 2006년 | 예선 탈락      | 예선 탈락      | 예선 탈락      | 예선 탈락      | 예선 탈락      | 예선 탈락      | 예선 탈락      | 예선 탈락      | 예선 탈락      |
| 2010년 | 예선 탈락      | 예선 탈락      | 예선 탈락      | 예선 탈락      | 예선 탈락      | 예선 탈락      | 예선 탈락      | 예선 탈락      | 예선 탈락      |
| 2014년 | 예선 탈락      | 예선 탈락      | 예선 탈락      | 예선 탈락      | 예선 탈락      | 예선 탈락      | 예선 탈락      | 예선 탈락      | 예선 탈락      |
| 2018년 | 예선 탈락      | 예선 탈락      | 예선 탈락      | 예선 탈락      | 예선 탈락      | 예선 탈락      | 예선 탈락      | 예선 탈락      | 예선 탈락      |
| 합계   |                |                |                |                |                |                |                |                |                |

### FIFA 월드컵 (예선)
| 1930년 | 독립 이전                                     | 독립 이전                                     | 독립 이전                                     | 독립 이전                                     | 독립 이전                                     | 독립 이전                                     | 독립 이전                                     |                                               |                                               |
| 1934년 | 독립 이전                                     | 독립 이전                                     | 독립 이전                                     | 독립 이전                                     | 독립 이전                                     | 독립 이전                                     | 독립 이전                                     |                                               |                                               |
| 1938년 | 독립 이전                                     | 독립 이전                                     | 독립 이전                                     | 독립 이전                                     | 독립 이전                                     | 독립 이전                                     | 독립 이전                                     |                                               |                                               |
| 1950년 | 독립 이전                                     | 독립 이전                                     | 독립 이전                                     | 독립 이전                                     | 독립 이전                                     | 독립 이전                                     | 독립 이전                                     |                                               |                                               |
| 1954년 | 독립 이전                                     | 독립 이전                                     | 독립 이전                                     | 독립 이전                                     | 독립 이전                                     | 독립 이전                                     | 독립 이전                                     |                                               |                                               |
| 1958년 | 독립 이전                                     | 독립 이전                                     | 독립 이전                                     | 독립 이전                                     | 독립 이전                                     | 독립 이전                                     | 독립 이전                                     |                                               |                                               |
| 1962년 | 독립 이전                                     | 독립 이전                                     | 독립 이전                                     | 독립 이전                                     | 독립 이전                                     | 독립 이전                                     | 독립 이전                                     |                                               |                                               |
| 1966년 | 불참                                          | 불참                                          | 불참                                          | 불참                                          | 불참                                          | 불참                                          | 불참                                          |                                               |                                               |
| 1970년 | 불참                                          | 불참                                          | 불참                                          | 불참                                          | 불참                                          | 불참                                          | 불참                                          |                                               |                                               |
| 1974년 | 3                                             | 0                                             | 2                                             | 1                                             | 1                                             | 4                                             | 3                                             |                                               |                                               |
| 1978년 | 기권                                          | 기권                                          | 기권                                          | 기권                                          | 기권                                          | 기권                                          | 기권                                          |                                               |                                               |
| 1982년 | 4                                             | 1                                             | 1                                             | 2                                             | 7                                             | 6                                             | 4                                             |                                               |                                               |
| 1986년 | 2                                             | 0                                             | 2                                             | 0                                             | 1                                             | 1                                             | 1                                             |                                               |                                               |
| 1990년 | 불참                                          | 불참                                          | 불참                                          | 불참                                          | 불참                                          | 불참                                          | 불참                                          |                                               |                                               |
| 1994년 | 예선 도중 기권                                | 예선 도중 기권                                | 예선 도중 기권                                | 예선 도중 기권                                | 예선 도중 기권                                | 예선 도중 기권                                | 예선 도중 기권                                |                                               |                                               |
| 1998년 | 2                                             | 0                                             | 1                                             | 1                                             | 1                                             | 2                                             | 1                                             |                                               |                                               |
| 2002년 | 2                                             | 0                                             | 0                                             | 2                                             | 2                                             | 4                                             | 0                                             |                                               |                                               |
| 2006년 | 2                                             | 0                                             | 1                                             | 1                                             | 0                                             | 3                                             | 1                                             |                                               |                                               |
| 2010년 | 6                                             | 2                                             | 2                                             | 2                                             | 9                                             | 6                                             | 8                                             |                                               |                                               |
| 2014년 | 8                                             | 3                                             | 0                                             | 5                                             | 10                                            | 14                                            | 9                                             |                                               |                                               |
| 2018년 | 4                                             | 1                                             | 1                                             | 2                                             | 4                                             | 10                                            | 4                                             |                                               |                                               |
| 합계   | 33                                            | 7                                             | 10                                            | 16                                            | 35                                            | 50                                            | 31                                            |                                               |                                               |
| 순위   | 월드컵 예선 승점 순위 : 149위 (아프리카 36위) | 월드컵 예선 승점 순위 : 149위 (아프리카 36위) | 월드컵 예선 승점 순위 : 149위 (아프리카 36위) | 월드컵 예선 승점 순위 : 149위 (아프리카 36위) | 월드컵 예선 승점 순위 : 149위 (아프리카 36위) | 월드컵 예선 승점 순위 : 149위 (아프리카 36위) | 월드컵 예선 승점 순위 : 149위 (아프리카 36위) | 월드컵 예선 승점 순위 : 149위 (아프리카 36위) | 월드컵 예선 승점 순위 : 149위 (아프리카 36위) |

## 아프리카 네이션스컵(본선)
| 아프리카 네이션스컵 본선 기록 | 아프리카 네이션스컵 본선 기록        | 아프리카 네이션스컵 본선 기록        | 아프리카 네이션스컵 본선 기록        | 아프리카 네이션스컵 본선 기록        | 아프리카 네이션스컵 본선 기록        | 아프리카 네이션스컵 본선 기록        | 아프리카 네이션스컵 본선 기록        | 아프리카 네이션스컵 본선 기록        | 아프리카 네이션스컵 본선 기록        |
| 년도                          | 결과                                 | 순위                                 | 경기                                 | 승                                   | 무                                   | 패                                   | 득점                                 | 실점                                 | 승점                                 |
| ----------------------------- | ------------------------------------ | ------------------------------------ | ------------------------------------ | ------------------------------------ | ------------------------------------ | ------------------------------------ | ------------------------------------ | ------------------------------------ | ------------------------------------ |
| 1957년                        | 독립 이전                            | 독립 이전                            | 독립 이전                            | 독립 이전                            | 독립 이전                            | 독립 이전                            | 독립 이전                            | 독립 이전                            | 독립 이전                            |
| 1959년                        | 독립 이전                            | 독립 이전                            | 독립 이전                            | 독립 이전                            | 독립 이전                            | 독립 이전                            | 독립 이전                            | 독립 이전                            | 독립 이전                            |
| 1962년                        | 독립 이전                            | 독립 이전                            | 독립 이전                            | 독립 이전                            | 독립 이전                            | 독립 이전                            | 독립 이전                            | 독립 이전                            | 독립 이전                            |
| 1963년                        | 없음                                 | 없음                                 | 없음                                 | 없음                                 | 없음                                 | 없음                                 | 없음                                 | 없음                                 | 없음                                 |
| 1965년                        | 불참                                 | 불참                                 | 불참                                 | 불참                                 | 불참                                 | 불참                                 | 불참                                 | 불참                                 | 불참                                 |
| 1968년                        | 예선 탈락                            | 예선 탈락                            | 예선 탈락                            | 예선 탈락                            | 예선 탈락                            | 예선 탈락                            | 예선 탈락                            | 예선 탈락                            | 예선 탈락                            |
| 1970년                        | 예선 탈락                            | 예선 탈락                            | 예선 탈락                            | 예선 탈락                            | 예선 탈락                            | 예선 탈락                            | 예선 탈락                            | 예선 탈락                            | 예선 탈락                            |
| 1972년                        | 예선 탈락                            | 예선 탈락                            | 예선 탈락                            | 예선 탈락                            | 예선 탈락                            | 예선 탈락                            | 예선 탈락                            | 예선 탈락                            | 예선 탈락                            |
| 1974년                        | 예선 탈락                            | 예선 탈락                            | 예선 탈락                            | 예선 탈락                            | 예선 탈락                            | 예선 탈락                            | 예선 탈락                            | 예선 탈락                            | 예선 탈락                            |
| 1976년                        | 예선 탈락                            | 예선 탈락                            | 예선 탈락                            | 예선 탈락                            | 예선 탈락                            | 예선 탈락                            | 예선 탈락                            | 예선 탈락                            | 예선 탈락                            |
| 1978년                        | 기권                                 | 기권                                 | 기권                                 | 기권                                 | 기권                                 | 기권                                 | 기권                                 | 기권                                 | 기권                                 |
| 1980년                        | 조별리그                             | 8위                                  | 3                                    | 0                                    | 1                                    | 2                                    | 3                                    | 6                                    | 1                                    |
| 1982년                        | 기권                                 | 기권                                 | 기권                                 | 기권                                 | 기권                                 | 기권                                 | 기권                                 | 기권                                 | 기권                                 |
| 1984년                        | 예선 탈락                            | 예선 탈락                            | 예선 탈락                            | 예선 탈락                            | 예선 탈락                            | 예선 탈락                            | 예선 탈락                            | 예선 탈락                            | 예선 탈락                            |
| 1986년                        | 예선 도중 기권                       | 예선 도중 기권                       | 예선 도중 기권                       | 예선 도중 기권                       | 예선 도중 기권                       | 예선 도중 기권                       | 예선 도중 기권                       | 예선 도중 기권                       | 예선 도중 기권                       |
| 1988년                        | 예선 탈락                            | 예선 탈락                            | 예선 탈락                            | 예선 탈락                            | 예선 탈락                            | 예선 탈락                            | 예선 탈락                            | 예선 탈락                            | 예선 탈락                            |
| 1990년                        | 예선 탈락                            | 예선 탈락                            | 예선 탈락                            | 예선 탈락                            | 예선 탈락                            | 예선 탈락                            | 예선 탈락                            | 예선 탈락                            | 예선 탈락                            |
| 1992년                        | 예선 탈락                            | 예선 탈락                            | 예선 탈락                            | 예선 탈락                            | 예선 탈락                            | 예선 탈락                            | 예선 탈락                            | 예선 탈락                            | 예선 탈락                            |
| 1994년                        | 기권                                 | 기권                                 | 기권                                 | 기권                                 | 기권                                 | 기권                                 | 기권                                 | 기권                                 | 기권                                 |
| 1996년                        | 예선 탈락                            | 예선 탈락                            | 예선 탈락                            | 예선 탈락                            | 예선 탈락                            | 예선 탈락                            | 예선 탈락                            | 예선 탈락                            | 예선 탈락                            |
| 1998년                        | 예선 탈락                            | 예선 탈락                            | 예선 탈락                            | 예선 탈락                            | 예선 탈락                            | 예선 탈락                            | 예선 탈락                            | 예선 탈락                            | 예선 탈락                            |
| 2000년                        | 예선 탈락                            | 예선 탈락                            | 예선 탈락                            | 예선 탈락                            | 예선 탈락                            | 예선 탈락                            | 예선 탈락                            | 예선 탈락                            | 예선 탈락                            |
| 2002년                        | 예선 탈락                            | 예선 탈락                            | 예선 탈락                            | 예선 탈락                            | 예선 탈락                            | 예선 탈락                            | 예선 탈락                            | 예선 탈락                            | 예선 탈락                            |
| 2004년                        | 예선 도중 기권                       | 예선 도중 기권                       | 예선 도중 기권                       | 예선 도중 기권                       | 예선 도중 기권                       | 예선 도중 기권                       | 예선 도중 기권                       | 예선 도중 기권                       | 예선 도중 기권                       |
| 2006년                        | 예선 탈락                            | 예선 탈락                            | 예선 탈락                            | 예선 탈락                            | 예선 탈락                            | 예선 탈락                            | 예선 탈락                            | 예선 탈락                            | 예선 탈락                            |
| 2008년                        | 예선 탈락                            | 예선 탈락                            | 예선 탈락                            | 예선 탈락                            | 예선 탈락                            | 예선 탈락                            | 예선 탈락                            | 예선 탈락                            | 예선 탈락                            |
| 2010년                        | 예선 탈락                            | 예선 탈락                            | 예선 탈락                            | 예선 탈락                            | 예선 탈락                            | 예선 탈락                            | 예선 탈락                            | 예선 탈락                            | 예선 탈락                            |
| 2012년                        | 예선 탈락                            | 예선 탈락                            | 예선 탈락                            | 예선 탈락                            | 예선 탈락                            | 예선 탈락                            | 예선 탈락                            | 예선 탈락                            | 예선 탈락                            |
| 2013년                        | 예선 탈락                            | 예선 탈락                            | 예선 탈락                            | 예선 탈락                            | 예선 탈락                            | 예선 탈락                            | 예선 탈락                            | 예선 탈락                            | 예선 탈락                            |
| 2015년                        | 예선 탈락                            | 예선 탈락                            | 예선 탈락                            | 예선 탈락                            | 예선 탈락                            | 예선 탈락                            | 예선 탈락                            | 예선 탈락                            | 예선 탈락                            |
| 2017년                        | 예선 탈락                            | 예선 탈락                            | 예선 탈락                            | 예선 탈락                            | 예선 탈락                            | 예선 탈락                            | 예선 탈락                            | 예선 탈락                            | 예선 탈락                            |
| 2019년                        | 조별리그                             | 24위                                 | 3                                    | 0                                    | 0                                    | 3                                    | 2                                    | 8                                    | 0                                    |
| 2021년                        | 예선 탈락                            | 예선 탈락                            | 예선 탈락                            | 예선 탈락                            | 예선 탈락                            | 예선 탈락                            | 예선 탈락                            | 예선 탈락                            | 예선 탈락                            |
| 총계                          | 2회 진출(2/29)                       | 조별리그(2회)                        | 6                                    | 0                                    | 1                                    | 5                                    | 5                                    | 14                                   | 1                                    |
| 순위                          | 아프리카 네이션스컵 역대 순위 : 34위 | 아프리카 네이션스컵 역대 순위 : 34위 | 아프리카 네이션스컵 역대 순위 : 34위 | 아프리카 네이션스컵 역대 순위 : 34위 | 아프리카 네이션스컵 역대 순위 : 34위 | 아프리카 네이션스컵 역대 순위 : 34위 | 아프리카 네이션스컵 역대 순위 : 34위 | 아프리카 네이션스컵 역대 순위 : 34위 | 아프리카 네이션스컵 역대 순위 : 34위 |

### 아프리카 네이션스컵(예선)
| 아프리카 네이션스컵 예선 기록 | 아프리카 네이션스컵 예선 기록 | 아프리카 네이션스컵 예선 기록 | 아프리카 네이션스컵 예선 기록 | 아프리카 네이션스컵 예선 기록 | 아프리카 네이션스컵 예선 기록 | 아프리카 네이션스컵 예선 기록 | 아프리카 네이션스컵 예선 기록 |
| 년도                          | 경기                          | 승                            | 무*                           | 패                            | 득점                          | 실점                          | 승점                          |
| ----------------------------- | ----------------------------- | ----------------------------- | ----------------------------- | ----------------------------- | ----------------------------- | ----------------------------- | ----------------------------- |
| 1957년                        | 독립 이전                     | 독립 이전                     | 독립 이전                     | 독립 이전                     | 독립 이전                     | 독립 이전                     | 독립 이전                     |
| 1959년                        | 독립 이전                     | 독립 이전                     | 독립 이전                     | 독립 이전                     | 독립 이전                     | 독립 이전                     | 독립 이전                     |
| 1962년                        | 독립 이전                     | 독립 이전                     | 독립 이전                     | 독립 이전                     | 독립 이전                     | 독립 이전                     | 독립 이전                     |
| 1963년                        | 없음                          | 없음                          | 없음                          | 없음                          | 없음                          | 없음                          | 없음                          |
| 1965년                        | 불참                          | 불참                          | 불참                          | 불참                          | 불참                          | 불참                          | 불참                          |
| 1968년                        | 4                             | 1                             | 1                             | 2                             | 2                             | 3                             | 4                             |
| 1970년                        | 4                             | 1                             | 1                             | 2                             | 3                             | 10                            | 4                             |
| 1972년                        | 2                             | 0                             | 1                             | 1                             | 2                             | 6                             | 1                             |
| 1974년                        | 4                             | 1                             | 2                             | 1                             | 5                             | 3                             | 5                             |
| 1976년                        | 2                             | 0                             | 1                             | 1                             | 3                             | 6                             | 1                             |
| 1978년                        | 기권                          | 기권                          | 기권                          | 기권                          | 기권                          | 기권                          | 기권                          |
| 1980년                        | 4                             | 2                             | 1                             | 1                             | 8                             | 4                             | 7                             |
| 1982년                        | 기권                          | 기권                          | 기권                          | 기권                          | 기권                          | 기권                          | 기권                          |
| 1984년                        | 2                             | 0                             | 1                             | 1                             | 3                             | 4                             | 1                             |
| 1986년                        | 2                             | 1                             | 0                             | 1                             | 3                             | 2                             | 3                             |
| 1988년                        | 3                             | 0                             | 1                             | 2                             | 3                             | 6                             | 1                             |
| 1990년                        | 2                             | 0                             | 2                             | 0                             | 2                             | 2                             | 2                             |
| 1992년                        | 6                             | 1                             | 2                             | 3                             | 4                             | 7                             | 5                             |
| 1994년                        | 기권                          | 기권                          | 기권                          | 기권                          | 기권                          | 기권                          | 기권                          |
| 1996년                        | 10                            | 4                             | 0                             | 6                             | 14                            | 15                            | 12                            |
| 1998년                        | 6                             | 1                             | 2                             | 3                             | 5                             | 7                             | 5                             |
| 2000년                        | 2                             | 0                             | 0                             | 2                             | 0                             | 2                             | 0                             |
| 2002년                        | 2                             | 0                             | 0                             | 2                             | 2                             | 4                             | 0                             |
| 2004년                        | 6                             | 0                             | 0                             | 6                             | 1                             | 13                            | 0                             |
| 2006년                        | 2                             | 0                             | 1                             | 1                             | 0                             | 3                             | 1                             |
| 2008년                        | 6                             | 2                             | 2                             | 2                             | 4                             | 7                             | 8                             |
| 2010년                        | 6                             | 2                             | 2                             | 2                             | 9                             | 6                             | 8                             |
| 2012년                        | 6                             | 1                             | 2                             | 3                             | 6                             | 9                             | 5                             |
| 2013년                        | 2                             | 0                             | 2                             | 0                             | 2                             | 2                             | 2                             |
| 2015년                        | 4                             | 1                             | 2                             | 1                             | 6                             | 6                             | 5                             |
| 2017년                        | 4                             | 0                             | 1                             | 3                             | 0                             | 6                             | 1                             |
| 2019년                        | 6                             | 3                             | 2                             | 1                             | 6                             | 3                             | 11                            |
| 2021년                        | 6                             | 1                             | 0                             | 5                             | 7                             | 15                            | 3                             |
| 합계                          | 103                           | 22                            | 29                            | 53                            | 100                           | 151                           | 95                            |

## 주요 선수
- 주마 카세자
- 에라스토 은요니
- 켈빈 욘단
- 히미드 마오 음카미
- 살룸 아부바카르
- 프랭크 도마요
- 음브와나 사마타
- 사이먼 음수바
- 아이시 마눌라
- 애그리 모리스
- 쇼마리 카폼베
- 존 보코
- 토머스 울림웽구

## 역대 감독
| 감독              | 임기        |
| ----------------- | ----------- |
| 이매뉴얼 아무니케 | 2018 ~ 2019 |